# District de Tianyuan
Pour les articles homonymes, voir Tianyuan.
Le district de Tianyuan (天元区 ; pinyin : Tiānyuán Qū) est une subdivision administrative de la province du Hunan en Chine. Il est placé sous la juridiction de la ville-préfecture de Zhuzhou.